# Спандарянська ГЕС
Спандарянська ГЕС — гідроелектростанція у Вірменії. Знаходячись перед Шамбською ГЕС, становить верхній ступінь каскаду на річці Воротан, лівій притоці Араксу, який в свою чергу є правою притокою Кури (басейн Каспійського моря).
У межах проекту річку перекрили насипною греблею із глиняним ядром висотою 83 метри та довжиною 315 метрів. Вона утримує водосховище з об'ємом 257 млн м3 (корисний об'єм 218 млн м3), в якому припустиме коливання рівня поверхні у операційному режимі між позначками 2030 та 2063 метри НРМ.
Зі сховища по правобережжю прокладено дериваційний тунель довжиною 8,1 км, який переходить у напірний водовід завдовжки 2 км. Останній живить дві турбіни типу Френсіс потужністю по 38 МВт, які використовують напір у 295 метрів та забезпечують виробництво 170 млн кВт-год електроенергії на рік.
Видача продукції відбувається по ЛЕП, розрахованій на роботу під напругою 220 кВ.
Можливо також відзначити, що зі Спандарянського сховища заплановано перекидати 250 млн м3 води на рік для поповнення озера Севан, спрацьованого у радянські часи під час роботи Севано-Разданського каскаду гідроелектростанцій. Для цього у 2004-му завершили тунель Воротан — Арпа завдовжки 21,6 км, розрахований на подачу до 15 м3/сек. Далі вода повинна прямувати по тунелю Арпа — Севан довжиною 48,3 км, закінченому ще в 1981 році. Втім, станом на 2018-й подачу ресурсу з Воротану так і не розпочали.